# Peliococcus grassianus
Peliococcus grassianus är en insektsart som beskrevs av Goux 1989. Peliococcus grassianus ingår i släktet Peliococcus och familjen ullsköldlöss.
Artens utbredningsområde är Frankrike. Inga underarter finns listade i Catalogue of Life.